# Ел Хинкори (Киријего)
Ел Хинкори (шп. El Jíncori) насеље је у Мексику у савезној држави Сонора у општини Киријего. Насеље се налази на надморској висини од 136 м.

## Становништво
Према подацима из 2010. године у насељу су живела 3 становника.

### Хронологија
| Година       | 2000         | 2005        | 2010 |
| ------------ | ------------ | ----------- | ---- |
| Становништво | 34 (19 / 15) | 17 (14 / 3) | 3    |

### Попис
| # | Индикатор                     | Вредност |
| - | ----------------------------- | -------- |
| 1 | Укупно домаћинстава           | 24       |
| 2 | Укупно насељених домаћинстава | 2        |
| 3 | Величина локације             | 1        |